# John Crutcher
John Crutcher (* 19. Dezember 1916 in Ensign, Gray County, Kansas; † 13. März 2017 in Jefferson, Ashe County, North Carolina) war ein US-amerikanischer Politiker. Zwischen 1965 und 1969 war er Vizegouverneur des Bundesstaates Kansas.

## Werdegang
1940 absolvierte John Crutcher die University of Kansas. Während des Zweiten Weltkrieges diente er in der US Navy. Dann schlug er als Mitglied der Republikanischen Partei eine politische Laufbahn ein. Zwischen 1953 und 1957 saß er im Senat von Kansas. Im Jahr 1964 wurde er an der Seite von William H. Avery zum Vizegouverneur seines Staates gewählt. Dieses Amt bekleidete er nach einer Wiederwahl zwischen dem 11. Januar 1965 und dem 13. Januar 1969. Dabei war er Stellvertreter des Gouverneurs. Seit 1967 diente er unter dem neuen Gouverneur Robert Docking.
Nach dem Ende seiner Zeit als Vizegouverneur setzte er seine politische Laufbahn auf Bundesebene fort. Unter Präsident Richard Nixon war er Direktor der Dienststelle Division of State and Local Government. In den Jahren 1974 und 1975 gehörte er zum Stab von US-Senator Bob Dole. Von 1975 bis 1977 war er Abteilungsleiter im Innenministerium der Vereinigten Staaten. Dann gehörte er bis 1979 der National Transportation Study Commission an. Außerdem war er als Investmentbanker tätig. Während des Präsidentschaftswahlkampfs von 1979/80 arbeitete er im Wahlkampfteam von Bob Dole mit, der dann aber die Nominierung seiner Partei verfehlte, die an Ronald Reagan ging. Dieser berief John Crutcher im Jahr 1982 in die Postal Rate Commission. Dort verblieb er bis Oktober 1993.
Crutcher war Mitglied mehrerer Organisationen und Vereinigungen.